# Steinshamn
Steinshamn är en tätort i Ålesunds kommun i Møre og Romsdal fylke i västra Norge. Orten ligger vid fylkesväg 528 på ön Harøya och utgjorde tidigare centralort i dåvarande Sandøy kommun.